# Kanton Forges-les-Eaux
Kanton Forges-les-Eaux is een voormalig kanton van het Franse departement Seine-Maritime. Het kanton maakte deel uit van het arrondissement Dieppe. Het werd opgeheven bij decreet van 27 februari 2014 met uitwerking in maart 2015.

## Gemeenten
Het kanton Forges-les-Eaux omvatte de volgende gemeenten:
- Beaubec-la-Rosière
- Beaussault
- La Bellière
- Compainville
- La Ferté-Saint-Samson
- Forges-les-Eaux (hoofdplaats)
- Le Fossé
- Gaillefontaine
- Grumesnil
- Haucourt
- Haussez
- Longmesnil
- Mauquenchy
- Mesnil-Mauger
- Pommereux
- Roncherolles-en-Bray
- Rouvray-Catillon
- Saint-Michel-d'Halescourt
- Saumont-la-Poterie
- Serqueux
- Le Thil-Riberpré